# Набарро, Франк
Франк Реджинальд Нуньес Набарро (англ. Frank Reginald Nunes Nabarro; 7 марта 1916, Лондон — 20 июля 2006) — южно-африканский ученый английского происхождения. Известен как один из первопроходцев, которые разработали теорию дислокаций в твёрдых телах, что существенно продвинуло понимание механических свойств металлов.

## Биография

### Ранние годы
Франк Набарро — старший ребёнок в семье Стенли Нуньеса Набарро — налогового инспектора, и Леи Коэн, школьного учителя, родился в Лондоне. С младшей сестрой он и его родители переехали в Клитхорпс, где в возрасте от 7 до 14 лет он посещал среднюю школу. В школе не было физики, но были обязательными работа по дереву и химия. У Франка не очень хорошо получались задания по практике, но ему нравилась химия и он хорошо сдал экзамен, поэтому, после переезда в Ноттингем в 1930 году, он выбрал физику и химию для сдачи экзамена на аттестат. В средней школе Ноттингема учитель физики Г. Е. Джордж был, по словам Франка, «великолепно понятным», и благодаря ему Франк выиграл стипендию в Новом колледже, Оксфорде.
В колледже он специально занимался математическим моделированием (1935), физикой (1937) и математикой (1938). В особенности Набарро выделял лекции Линдемана, Эрвина Шредингера, Ф. Е. Симона и О. Э. Х. Лава. Свой последний (исследовательский) год он решил провести в Бристоле; так, с получением степени бакалавра естественных наук в 1940, его карьера в Оксфорде подошла к концу. Степень магистра он получил в конце войны.
Его исследования в Бристоле привели к 4 коротким статьям. Две из них были опубликованы в 1940 в Сборнике научных трудов физического общества
и две в Трудах Королевского Общества.

### Военное время
С 1941 до 1945 Франк работал в Министерстве снабжения.
Он работал в армейской оперативной исследовательской группе на противовоздушную оборону Лондона, под руководством П. М. З. Блэкетта, в команде вместе с ним были Эндрю Хаксли и А. В. Хилла, все трое позже Нобелевские лауреаты. Затем он был переведён в Южную Африку под командование Бэзила Шонлэнда, который был впоследствии первым президентом Содружества научно-исследовательского института для проведения исследований (CSIR) и руководителем исследований по атомной энергии Великобритании. Персональным помощником Шонлэнда была Маргарет Дэлзил, которая позже стала женой Набарро. Много лет спустя, в 1953, Шонлэнд предложил Набарро возглавить Физический факультет в Университете Витватерсранда, Йоханнесбург.
Под руководством Шонлэнда, команда изучила влияние предварительной бомбардировки на эффективность обороны противника. Проведённое исследование показало, как эффективность бомбардировок зависит от того, кто обороняется — немцы или японцы. С немцами потери атакующих сократились сильнее ожидаемого из-за физической недееспособности обороняющихся, но с японцами дело обстояло по-другому. Данное исследование было вероятно использовано в планировании подготовки к высадке в Нормандии. В конце войны Набарро был награждён Орденом Британской Империи.

### После войны
После окончания войны Набарро вернулся в Бристоль с исследовательской стипендией Королевского сообщества, чтобы взяться за оставленную работу, и, в частности, его интересовала прочность металлических сплавов. Следствием этой работы стало решение посетить Германию в качестве почётного гостя на ежегодной встрече немецкого общества металловедения в Штутгарте в 1948. В этой разрушенной войной стране, где физика металлов снова оказалась в чрезвычайно сложных условиях, лекции Набарро позволили взглянуть на пластичность как на механизм дислокации, а не процесс потока, вызываемого или следуемого из аморфизации кристалла. В 1949 Набарро переехал, чтобы занять место лектора в отделе металлургии в Бирмингемском университете. Здесь было сильно влияние Г. Котрелла. Набарро написал длинную и значимую статью, которая послужила основой для его будущей книги «Теория кристаллических дислокаций».
В 1953 году Набарро возглавил кафедру физики в университете Витватерсранда. Вскоре его группа была официально признана СНПИ в качестве Блока физики твёрдого тела, и затем она была включена в структуру исследований университета. Шонлэнд попросил Набарро поднять стандарт физического факультета на международный уровень, для этого требовалось уволить некоторых сотрудников, которые давно работали на факультете; это привело к тому, что Набарро хотели сместить с руководящей должности.
В конце концов, главенство Набарро было подтверждено, и он продолжил реформы. Он вырастил успешных студентов-исследователей и заботился о продвижении работ факультета в области магнитно-резонансной спектроскопии, физики низких температур, оптической спектроскопии и теоретической физики. Он был начальником отдела в течение 24 лет, в конце концов, он стал деканом факультета и заместителем проректора.
Набарро был ярым противником апартеида. Он сыграл важную роль в развитии возможностей в области образования для всех студентов, независимо от цвета кожи. Он помогал координировать программы, позволяющие студентам совершенствовать свои литературные и математические навыки. В результате «Учебный план 2000», в котором Набарро предсказал, что к 2000 году половина студентов университета будет африканцами, был реализован уже в 1997 году в Южно-африканском университете. В 1971 он был избран членом Королевского общества.

## Научные исследования
Его наиболее важные исследования сосредоточены на «ползучести», явлении, при котором металлы постепенно разрушаются под действием напряжения, и, в частности, тип ползучести, который возникает из-за дислокаций в кристаллической структуре материалов. Он разработал математические модели для прогнозирования поведения под напряжением отдельных металлов, а затем занялся анализом свойств жаропрочных материалов и жаропрочных сплавов. Набарро учёл важность оценки напряжения, необходимого, для перемещения идеальной прямой дислокации через кристаллическую решётку с периодической матрицей атомов. Интегральное уравнение в результате упрощённой трактовки проблемы было решено Рудольфом Пайерлсом, но Набарро нашёл ошибку в трактовке и сделал оценку, которая в настоящее время широко применяется. Это фундаментальное свойство дислокаций, которое иногда неформально называют «решёткой напряженного трения», а напряжение почти везде называют напряжением «Пайерлса-Набарро», хотя Набарро всегда называл его «напряжение Пайерлса». Набарро отметил, что самодиффузия внутри зёрен поликристаллического твёрдого тела может привести к его течению под воздействием приложенного напряжения. Вблизи внешних поверхностей или границ зёрен, подверженных нормальному растягиваемому напряжению, энергия, необходимая для формирования решёточной вакансии понижается, тем не менее, там, где есть нормальное сжимающее напряжение, увеличивается энергия образования. Это создаёт поток вакансий, а также неуклонную ползучесть твёрдого тела в ответ на напряжение. Вскоре после публикации идеи Набарро , более сложный вариант был опубликован Коньерсом Херрингом и это явление называется ползучесть Набарро- Херринга. С самого начала Набарро признал, что явление преобладает при низких напряжениях и высоких температурах. Это играет важную роль в магниевых сплавах, используемых для охлаждения ядерного реактора.

## Семья
Во время войны Набарро познакомился с Маргарет Дэлзил, которая была персональным помощником Бэйзила Шонленда. После окончания войны, в 1948 году, в Бристоле, Набарро женился на Маргарет, с которой у него было три сына и две дочери, Дэвид, Руфь, Джонатан, Маири и Эндрю, все они выросли в Южной Африке.

## Личные качества
В 1979 году, после окончания работы в университете Витватерсранда, Франк Набарро продолжил работать над рядом статей по теме «Дислокации в твердых телах», вместе с этим он посещал лаборатории и давал пленарные лекции вплоть до его смерти. После ухода из университета он стал активным консультантом СНПИ. Любил принимать учёных и студентов в своём доме. Развлечения часто включали в себя музыку и оживлённые дискуссии о научных вопросах дня, представленные кратко одним из гостей. Набарро был очень отзывчив по отношению к своим студентам, даже когда к нему обращались с незначительными проблемами, он всё равно относился к ним с полной серьёзностью и работал с ними долго и терпеливо. Его лекции всегда были наполнены деталями и тщательно подготовлены.

## Награды и отличия
- Орден Британской империи (1946)
- Beilby Medal and Prize (1949)[12]
- Член Лондонского королевского общества (1971)[13]
- Medal of the South African Association for the Advancement of Science (1972)
- Honorary Fellow of the Royal Society of South Africa (1973)
- De Beers Gold Medal, South African Institute of Physics (1980)
- Claude Harris Leon Foundation Award of Merit (1983)
- J F W Herschel Medal, Royal Society of South Africa (1988)
- Honorary Member, South African Institute of Physics (1991)
- CSIR Fellow, South Africa (1994)
- AIME R F Mehl Award (1995)
- Founder Member, Academy of Science of South Africa (1995)
- Foreign Associate, US National Academy of Engineering (1996)
- Institute of Materials Platinum Medal (1997)
- Honorary Member, Microscopy Society of Southern Africa (1998)
- Honorary President, Johannesburg Musical Society (1999)
- Order of Mapungubwe in Silver (2005).